# (3392) Setouchi
(3392) Setouchi es un asteroide que forma parte del grupo de los asteroides que cruzan la órbita de Marte y fue descubierto por Goro Sasaki y Hiroki Kosai desde el Observatorio Kiso del monte Ontake, Japón, el 17 de diciembre de 1979.

## Designación y nombre
Setouchi fue designado inicialmente como 1979 YB.
Más adelante, en 1986, se nombró por la localidad japonesa de Setouchi.

## Características orbitales
Setouchi orbita a una distancia media de 2,14 ua del Sol, pudiendo alejarse hasta 2,74 ua y acercarse hasta 1,539 ua. Tiene una inclinación orbital de 26,33 grados y una excentricidad de 0,2806. Emplea 1143 días en completar una órbita alrededor del Sol.

## Características físicas
La magnitud absoluta de Setouchi es 13,7.